# Jon Faddis
Jon Faddis (* 24. července 1953) je americký jazzový trumpetista. Ve svých osmnácti letech se stal členem big bandu Lionela Hamptona a později působil v orchestru Thada Jonese a Mela Lewise. během své kariéry spolupracoval s mnoha dalšími hudebníky, mezi něž patří například Anthony Braxton, Stanley Turrentine, Charles Mingus a Lalo Schifrin, ale také hudebníci nehrající jazz, jakými jsou například Paul Simon, Eric Clapton, Lou Reed a Mick Jagger. Rovněž vydal několik vlastních alb. V roce 1998 vystupoval ve filmu Blues Brothers 2000.